# ザンジバル中部・南部州
ザンジバル中部・南部州（ザンジバルちゅうぶ・なんぶしゅう、Mkoa wa Unguja Kusini）は、タンザニア東部インド洋に浮かぶウングジャ島（ザンジバル島）の南東部を占める州である。ウングジャ島と北方のペンバ島を合わせた領域がザンジバル国家であった。人口94,504人（2002年）、州都はコアニ（Koani）である。

## 隣接州
北部にザンジバル北部州、北西部にはザンジバル都市部・西部州と接し、ザンジバル海峡を挟んだ大陸側は、プワニ州、ダルエスサラーム州と対峙する。

ザンジバル都市部・西部州の位置（拡大）

## 下位行政区画
- Kati (Distrikt)
- Kusini (Distrikt)